# 平島義景
平島 義景（ひらしま よしかげ）は、江戸時代前期から中期の阿波徳島藩の人物。第5代平島公方。母および妻は『系図纂要』には記載なし。